# The Legend of Zelda: Breath of the Wild
Vous lisez un « bon article » labellisé en 2020.
The Legend of Zelda: Breath of the Wild (ou simplement Breath of the Wild, parfois abrégé BotW) est un jeu d'action-aventure développé par la division Nintendo EPD, assisté par Monolith Soft, et publié par Nintendo le 3 mars 2017 sur Nintendo Switch lors du lancement de la console, ainsi que sur Wii U dont il est le dernier jeu produit par Nintendo. C'est le dix-neuvième jeu de la franchise The Legend of Zelda.
Breath of the Wild propose d'incarner Link, amnésique, réveillé après un long sommeil d'une centaine d'années par une mystérieuse voix qui le guide afin d'éliminer Ganon, « Le Fléau », et restaurer la paix dans le royaume d'Hyrule. À l'instar du premier jeu de la série sorti en 1986, le joueur reçoit peu d'instructions et peut librement explorer un univers en monde ouvert, en résolvant différentes quêtes, sanctuaires et énigmes, en plus de la tâche principale.
L'un des objectifs majeurs de cet épisode fixé par l'équipe de développement est de repenser les conventions de la série. Le jeu propose ainsi de nouvelles mécaniques de gameplay, comme l'implémentation d'un moteur physique complet pour la gestion des objets et de l'environnement, des voix off pour les personnages principaux, mais aussi des visuels en haute définition. L'univers de Breath of the Wild n'est pas structuré linéairement et est conçu pour récompenser l'exploration, l'histoire pouvant ainsi être suivie de manière non linéaire.
Lors de sa sortie, le jeu est encensé par la critique. Malgré quelques faiblesses techniques et des visuels en deçà de ceux des jeux des consoles concurrentes, il est ovationné pour sa direction artistique, la démesure de son monde ouvert et de son contenu, la qualité des musiques et l'ingéniosité des énigmes. Le jeu reçoit différentes récompenses en 2016 et 2017, dont le prix du jeu de l'année aux Game Awards 2017. Au 30 juin 2023, il s'est écoulé à plus de 31,69 millions d'exemplaires, dont 30 millions sur Nintendo Switch et 1,69 million sur Wii U, ce qui fait de lui le jeu le plus vendu de la franchise. Un jeu dérivé, Hyrule Warriors : L'Ère du fléau, est sorti en novembre 2020, et une suite intitulée The Legend of Zelda: Tears of the Kingdom est sortie en mai 2023.
Une version pour la Nintendo Switch 2 avec des améliorations visuelles, des temps de chargement accélérés et un support du HDR est sortie pour 10 € en même temps que la console le 5 juin 2025.

## Trame

### Chronologie et placement dans la série
Breath of the Wild est le dix-neuvième opus de la saga The Legend of Zelda. Lors de sa sortie, il ne fait pas partie de la chronologie officielle de la franchise, laissant au joueur l'interprétation de son placement. Cependant en décembre 2018, Nintendo le replace dans l'histoire principale. Les événements se déroulent à la toute fin de la chronologie officielle, mais indépendamment des trois lignes de temps alternatives.

### Univers
L'intrigue se déroule dans un univers médiéval-fantastique, le royaume d'Hyrule. Ce dernier est dévasté à la suite d'une catastrophe ayant eu lieu un siècle avant l'aventure, et présente ainsi de nombreux temples et bâtiments en ruines. La nature, par sa faune et sa flore, est en revanche omniprésente. De nombreux animaux sauvages peuvent être rencontrés et chassés, tels que des loups, des sangliers, des renards, des poissons et même des ours. De nombreux insectes et de nombreux végétaux peuvent servir de ressources. Malgré la présence de nombreuses ruines, plusieurs villages et auberges, qui servent de points relais entre les quêtes, sont également présents, et permettent à Link d'acheter du matériel et des vêtements.
Bien que majoritairement constitué de vastes plaines verdoyantes, le paysage d'Hyrule est fort varié, allant des déserts chauds aux montagnes enneigées, en passant par des zones volcaniques, des marécages ou des forêts denses. Le climat est également diversifié, des averses pouvant succéder à des longues périodes d’ensoleillement. Des tempêtes de sable ou de neige et de violents orages peuvent également survenir.
En plus des Hyliens, à l'apparence humanoïde, quatre peuples habitent le royaume : les Gorons, vivant dans les montagnes et se nourrissant de pierres, les Zoras, êtres amphibies vivant aussi bien dans l'eau que sur la terre ferme, les Piafs, peuple avien pouvant voler, et les Gerudos, tribu habitant dans le désert et uniquement composée de femmes,. Des traces d'une civilisation apparemment disparue, les Soneaux (prononcés sonaeaux) sont visibles à travers Hyrule, notamment dans la province verdoyante de Firone, au sud-est de la carte. Les Sheikahs sont aussi présent à travers Hyrule, au village de Cocorico, aux deux laboratoires antiques mais aussi grâce à leurs civilisation antiques, les Sanctuaires et des Tours Sheikahs, vestiges d'une civilisation avancée, que Link peut visiter. La tablette de Link et les Gardiens sont aussi des technologies Sheikah.
À la suite de la catastrophe précédant le début du jeu, plusieurs monstres plus ou moins puissants sont présents en Hyrule. Ainsi, des membres du bestiaire habituel de la série, comme les moblins ou les octorocks, parcourent les plaines d'Hyrule. D'autres Hyliens s'opposent au joueur, comme le peuple du désert des Yigas, Sheikah ayant juré allégeance à Ganon.

L'univers de Breath of the Wild est principalement constitué de plaines et de montagnes...

### Personnages

#### Personnages principaux
Le joueur incarne Link, le protagoniste principal de la franchise. Son design inaugure ici un nouveau style graphique, se démarquant ainsi du style plus cartoon présent dans The Legend of Zelda: The Wind Waker ou The Legend of Zelda: A Link Between Worlds, et se rapprochant d'un style plus réaliste comme dans The Legend of Zelda: Skyward Sword, avec des couleurs plus vives. Néanmoins, il abandonne certaines des caractéristiques communes de ses précédentes itérations : s'il garde ses traits inspirés d'un elfe, il perd sa tunique verte, au profit d'une bleue, et arbore une queue-de-cheval visible,. Il est droitier, comme dans les épisodes sortis sur Wii, et son nom n'est plus personnalisable. Dans cet opus, c'est un jeune épéiste et chevalier, descendant d'une famille de gardes royaux, au service de la princesse Zelda.
La princesse Zelda joue l'un des principaux rôles narratifs de l'épisode, que le joueur découvre à travers les souvenirs de Link. Ceux-ci dépeignent une jeune fille renfermée sur elle-même, sensible et qui a peur de ne pas être à la hauteur de son rôle de princesse. Elle s'intéresse aux technologies antiques des Sheikahs. Au début du jeu, elle entretient des relations difficiles avec Link : elle déclare d'abord ne pas avoir besoin de ses services de chevalier, puis se sent mal à l'aise en sa présence, projetant sur lui la colère qu'elle éprouve pour elle-même. Elle finit par se rapprocher de lui à la suite d'une embuscade de Yigas où le héros la sauve. Dans les événements présentés dans Breath of the Wild, Zelda n'intervient que de façon indirecte, notamment pour encourager Link. Dans cet opus, elle possède de longs cheveux blonds et une tunique bleue, similaire à celle de Link.
Comme dans la plupart des autres jeux The Legend of Zelda, l'antagoniste est Ganon. Dans cet opus, il n'a plus rien d'humain et est une créature monstrueuse et démoniaque, considéré comme « l'incarnation du mal absolu ». Il s'est éveillé au cœur du château et a corrompu créatures divines et Gardiens. Il attend la résurrection complète de son enveloppe charnelle pour continuer son œuvre de destruction. Dès lors, Zelda s'efforce de le contenir dans l'enceinte maudite du château d'Hyrule.

#### Personnages secondaires
Breath of the Wild relate également l'histoire de plusieurs personnages, tous disparus 100 ans auparavant lors de la tragédie indiquée dans la section ci-dessous. Ils apparaissent à travers les souvenirs de Link mais également sous forme de fantômes, dans des cinématiques. Le premier personnage que rencontre Link au début de son aventure est Rhoam Bosphoramus Hyrule, le dernier roi du royaume du même nom et père de Zelda. Il apparaît sous la forme d'un vieil homme, guidant Link lors de son réveil. Il se révèle ensuite être son fantôme, et lui demande de libérer Zelda du combat qu'elle mène depuis 100 ans. Il s'est toujours montré dur avec Zelda dans le but de la rendre forte et digne.
L'histoire de Breath of the Wild est axée autour des quatre Prodiges, pilotes des créatures divines. Ceux-ci n'ont pas réussi cent ans plus tôt à repousser les ombres de Ganon, qui les terrassèrent et prirent le contrôle de leurs créatures divines. Urbosa est l'ancienne cheffe de la cité Gerudo, qui contrôlait la créature divine Vah'Naboris. C'est une guerrière athlétique qui contrôlait la foudre grâce à sa Colère d'Urbosa. Elle se montrait néanmoins douce avec les personnes qui l'entourait . Revali est le Prodige Piaf, pilote de la créature divine Vah'Medoh. C'est un archer accompli qui maniait l'arc et pouvait créer des courants ascendants grâce à sa Rage de Revali pour se propulser dans le ciel. Il a toujours été condescendant avec Link. Daruk est le guerrier des Gorons, pilote de la créature divine Vah'Rudania. C'était un guerrier respecté du peuple Goron, puissant, capable de créer un champ de force  grâce à son Bouclier de Daruk et pouvant détruire des rochers d'un coup de poing. Enfin, Mipha est la princesse du peuple Zora, ayant contrôlé la créature divine Vah'Ruta. Elle fut choisie comme prodige grâce à sa Prière de Mipha, lui permettant de soigner les blessures des autres. Elle avait par ailleurs des sentiments envers Link,,.
Link rencontre de nombreux personnages non-joueurs, majoritairement nomades, que ce soit dans les villages mais aussi sur les chemins. Certains permettent de faire du commerce tandis que d'autres donnent des indications pour des quêtes. Impa est également présente dans cet opus, sous une forme très âgée, au village Cocorico. Elle joue un rôle important en aidant Link à retrouver ses souvenirs du passé. Link rencontre d'autres personnages importants à travers les principales quêtes secondaires tels que Sidon, petit frère de Mipha, Yunobo, descendant de Daruk, Teba, guerrier Piaf, Riju, jeune chef du peuple Gerudo et Pru'ha, scientifique Sheikah au même titre que Canel et Faras. 

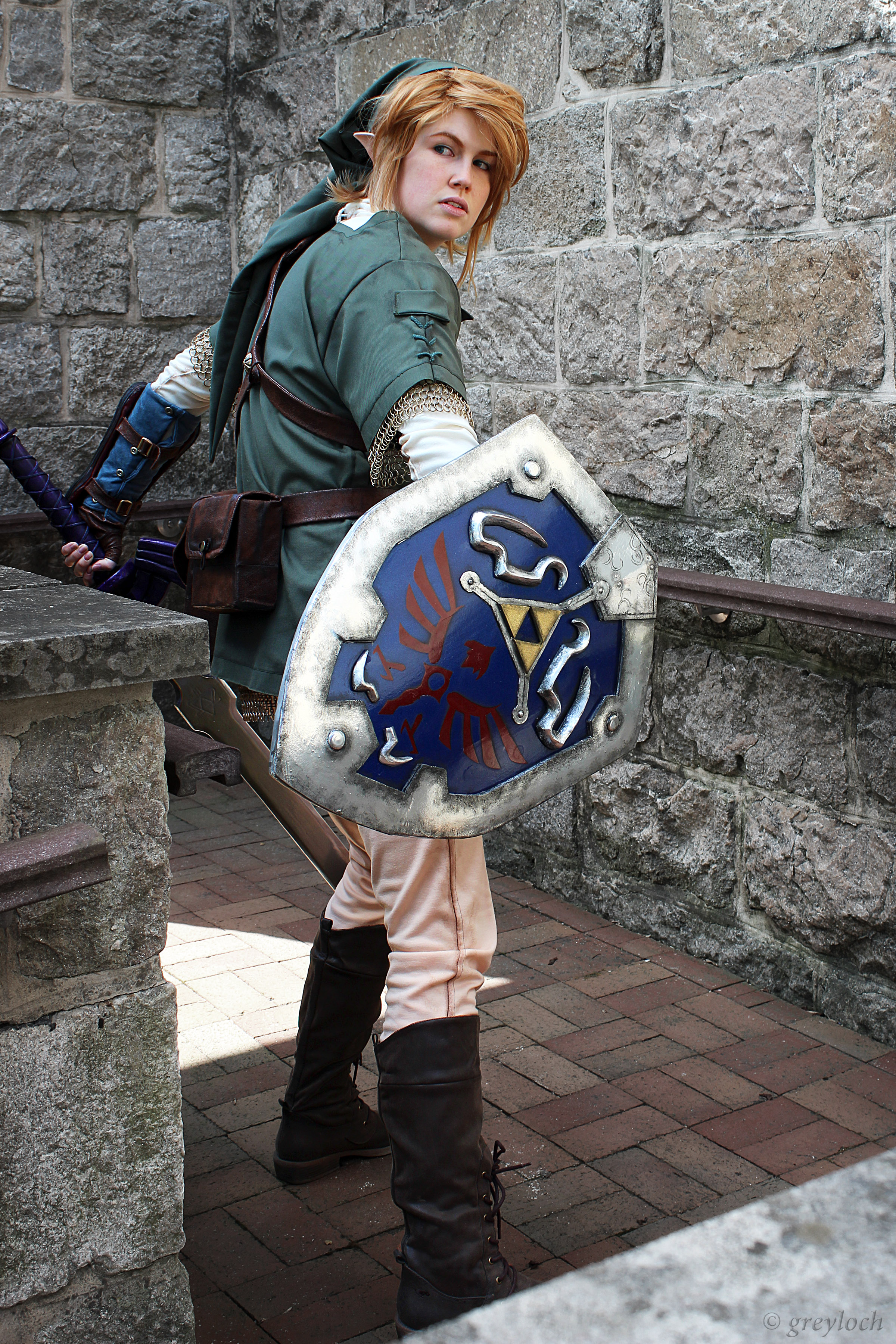
Cosplay de Link.
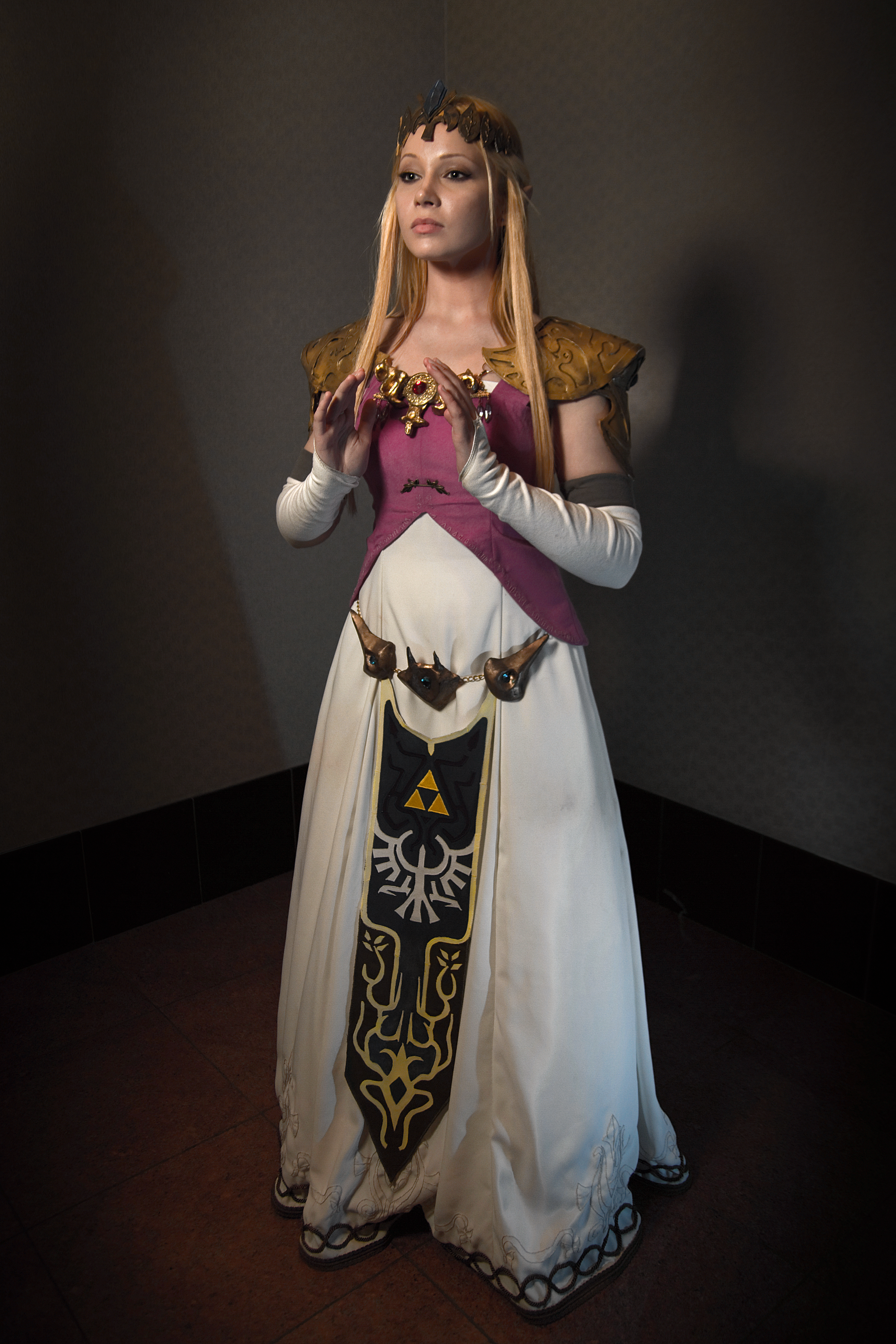
Cosplay de la Princesse Zelda.
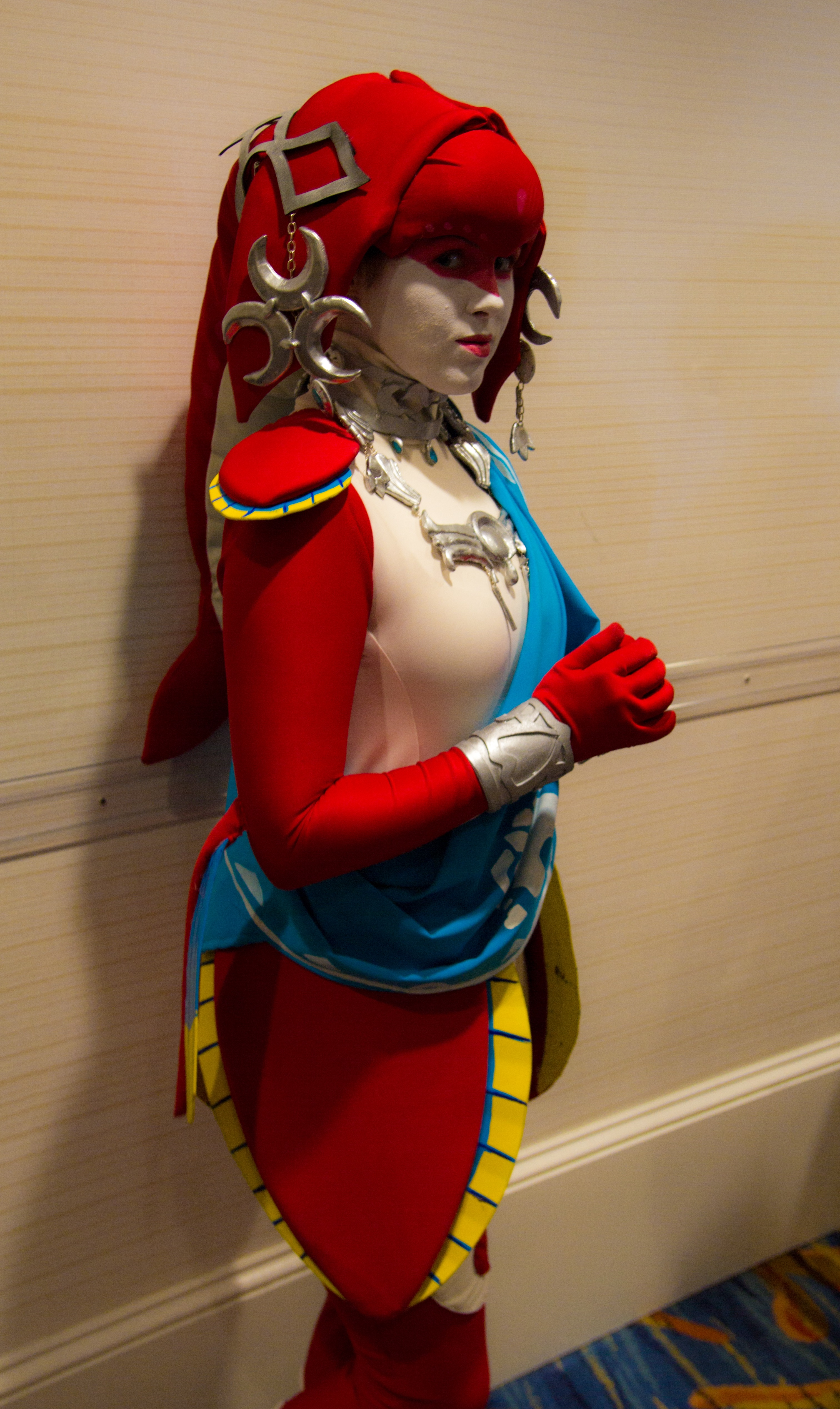
Cosplay de Mipha.
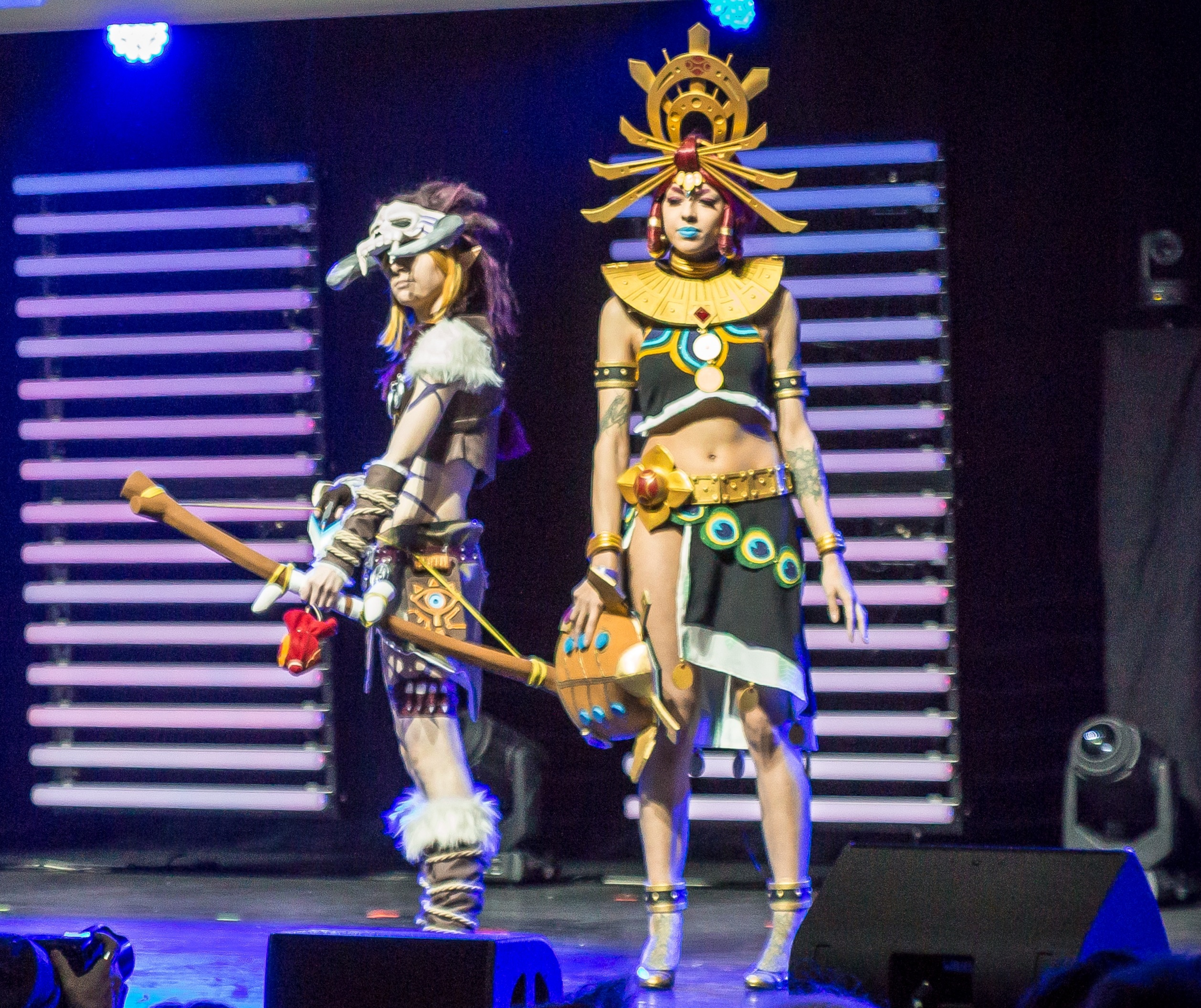
Cosplay de Link avec son arc et sa tablette sheikah à gauche de Riju.

### Histoire

#### Trame de départ
La trame du jeu est constituée d'une légende antique hylienne qui raconte que, 10 000 ans avant les événements se déroulant dans le jeu, Ganon, surnommé « Le Fléau », menaçait perpétuellement Hyrule. À chaque résurgence, une princesse, descendante de la déesse Hylia, et son chevalier se dressaient contre lui et le vainquaient. L'histoire s'est répétée au fil des âges. En prévision de son retour, les habitants construisirent de nombreuses machines robotisées appelées Gardiens, ainsi que quatre énormes machines de combat à l'apparence animale surnommées « créatures divines »,. Quatre grands guerriers reçurent le titre de « Prodiges du Royaume » et pilotèrent ces créatures divines, tout en étant protégés par la princesse, son chevalier et les Gardiens. Au retour de Ganon, Link frappa le Fléau avec l'Épée de légende, permettant à Zelda de l'enfermer sous terre, à l'aide de son pouvoir du sceau.
9 900 ans plus tard, le royaume d'Hyrule a régressé jusqu'à un état médiéval. Ses habitants suivent une prophétie, annoncée par un devin du royaume : « La terre porte les signes de la résurrection imminente de Ganon, Le Fléau. Mais dans ses entrailles, elle cache également un moyen de le juguler. » Les Hyliens, reconnaissant les signes du retour de Ganon par l'apparition de nombreux monstres, fouillèrent et trouvèrent ensevelies les quatre créatures divines, ainsi que les Gardiens. Quatre Prodiges — Daruk, guerrier Goron, Mipha, princesse des Zora, Revali, archer Piaf, et Urbosa, chef Gerudo — furent choisis pour contrôler à nouveau ces créatures divines, pendant que Zelda et Link combattirent Ganon. Cependant, Ganon, ressorti des entrailles de la terre, prit possession des Gardiens et des créatures divines, et les retourna contre Hyrule. Le roi fut alors tué, tout comme les quatre Prodiges, et de nombreux habitants. Hyrule fut grandement détruite, et Link fut laissé mourant. Zelda le plaça alors dans le sanctuaire de la Renaissance, plaça son Épée de Légende dans la Forêt Korogu et utilisa son pouvoir nouvellement éveillé pour sceller Ganon dans le château d'Hyrule.

#### Scénario
Cent ans après la bataille ayant conduit à la mort des Prodiges, Link se réveille au début du jeu d'un long sommeil dans le Sanctuaire de la renaissance,. Une voix féminine l'appelle et l'implore de se réveiller. Il n'a plus aucun souvenir de son passé. Il rencontre un vieil homme qui se révèle être l'esprit du roi Rhoam. Ce dernier lui explique que Zelda, enfermée dans le château d'Hyrule, se bat seule contre Ganon, « Le Fléau », et lui demande d'aller le combattre, avant qu'il ne se libère et ne détruise le monde.

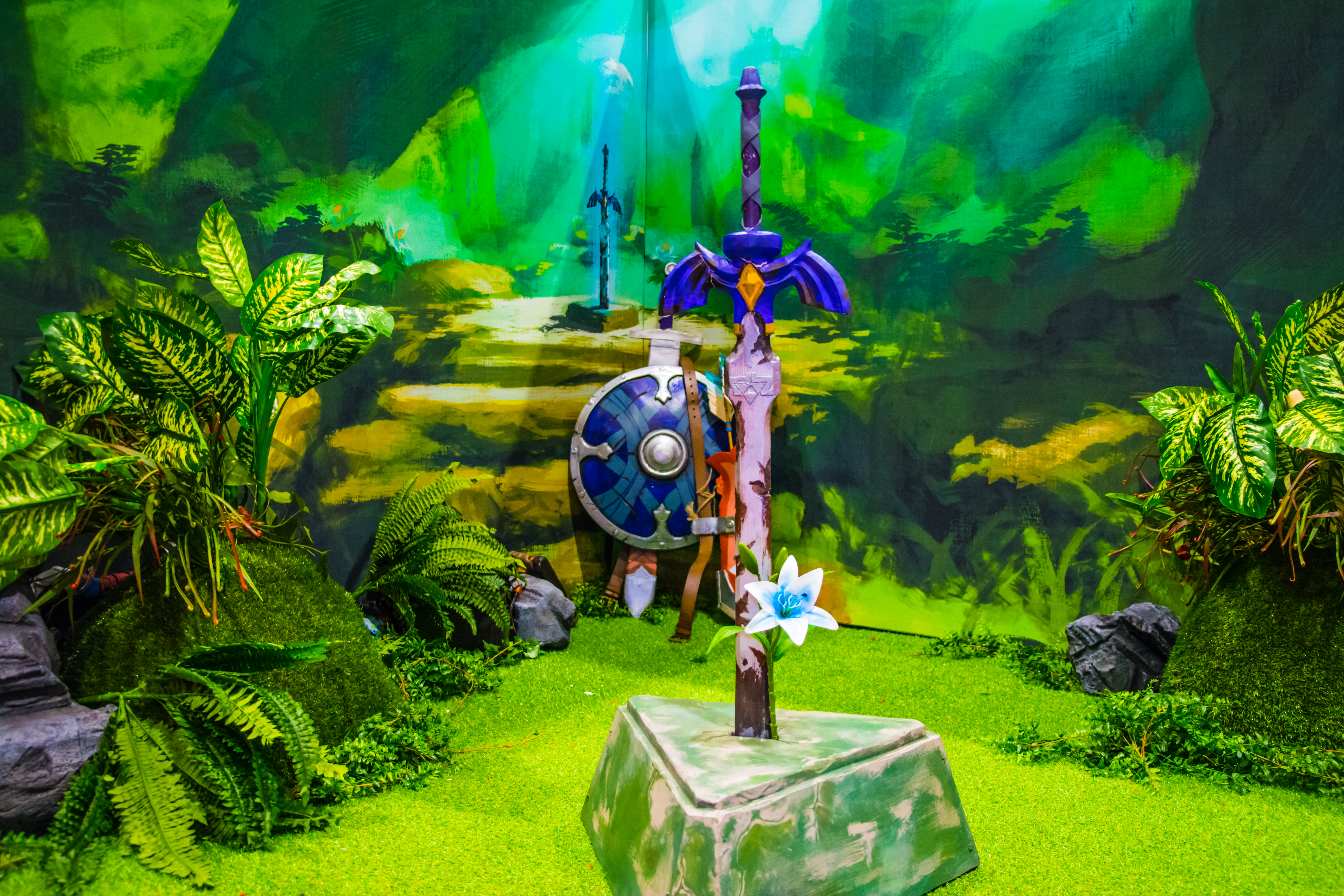
LÉpée de légende est enfouie dans les Bois Perdus.

Pour comprendre ce qu'il s'est passé il y a un siècle, Link doit faire appel au cours de la partie, à plusieurs personnages capables de lui conter les événements antérieurs à son sommeil. Impa lui confie douze photographies de lieux pour retrouver ses souvenirs. Le héros voyage à travers Hyrule et retourne sur les lieux de son passé. Il monte à bord des quatre créatures divines et libère l'âme des quatre Prodiges des ombres de Ganon, leur permettant de contrôler à nouveau leur créature. Après avoir obtenu l'Épée de légende, qui se trouve dans les Bois Perdus, Link rentre dans le château d'Hyrule et vainc Ganon, « Le Fléau ». Il rétablit alors la paix dans le royaume et permet aux esprits du roi Rhoam et des quatre Prodiges de s'envoler.
En remplissant certaines conditions (libération des quatre créatures divines, découverte de tous les souvenirs), le joueur peut débloquer une fin alternative. Dans celle-ci, Zelda dit qu'il faut reconstruire Hyrule et qu'ils doivent aider les habitants à y parvenir. Alors que Zelda et Link observent le royaume, la princesse confie qu'elle n'a plus aucun pouvoir surnaturel, mais qu'elle est néanmoins heureuse.

## Système de jeu

### Généralités
Breath of the Wild est un jeu d'action-aventure se déroulant dans un monde ouvert médiéval-fantastique centré sur l'exploration, la résolution d'énigmes et les combats en temps réel, à l'instar du premier opus, The Legend of Zelda. Le joueur contrôle Link, qui doit parcourir le royaume d'Hyrule. En termes de structure, le jeu encourage le gameplay non linéaire, ce qui explique l'absence d'entrée et de sortie définie dans les zones, le peu d'instructions données aux joueurs et l'encouragement à explorer librement le monde. Le jeu introduit un nouveau moteur physique dans la série, permettant au joueur de résoudre les énigmes de différentes manières, au lieu de ne chercher qu'une seule solution. La plus grande partie de l'action se déroule en vue objective, à la troisième personne, avec un contrôle total de la caméra proposé au joueur.

Des rubis, monnaie utilisée dans le royaume d'Hyrule.

Pour se déplacer dans le monde, et contrairement aux autres opus de la saga, Link peut désormais effectuer une série d'actions telles que sauter à tout moment, courir, escalader différentes parois verticales comme des tours et des falaises, nager et planer en paravoile. Lorsqu'il est dans les airs, Link peut ralentir le temps en visant dans les airs avec son arc, ce qui lui permet de viser avec une grande précision sur des cibles. Ces actions sont toutefois limitées par une jauge d'endurance. Pour se déplacer plus rapidement, Link peut apprivoiser des chevaux sauvages. Ceux-ci se dirigent semi-automatiquement en suivant les chemins afin d'éviter de se cogner aux arbres ou à tout autre obstacle. Il peut ensuite les enregistrer dans un relais et leur donner un nom. Le joueur possède un vaste arsenal lui permettant de venir à bout des énigmes et des différents boss du jeu. Comme dans plusieurs autres opus de la série, le joueur retrouve l'épée de légende, le bouclier, l'arc, le boomerang ou les bombes. Parmi les nouvelles armes à sa disposition, on retrouve des lances, des haches, et des baguettes lui permettant d'avoir recours à la magie.
Le jeu intègre également des propriétés physiques pour la plupart des objets, qui régissent la façon dont les objets interagissent entre eux et avec Link. De même, la majorité des phénomènes naturels qui apparaissant dans Breath of the Wild répondent aux lois de la physique et s'appliquent à toutes les formes de vie dans le jeu. Par exemple, le joueur peut profiter de la météo du jeu pour lancer des objets métalliques sur des ennemis, lors d'un orage, afin d'attirer la foudre sur eux. En revanche, Link pourra également s'attirer un coup de foudre fatal s'il porte des objets métalliques. Le climat a une influence sur la santé de Link car il dispose d'une jauge de température qui doit rester stable. Il doit donc utiliser une protection thermique adaptée à son milieu (vêtement spécifique, torche enflammée ou bien remède spécifique limitant les dégâts dus au froid dans les montagnes enneigées). Le jeu propose un système dynamique de cycle jour-nuit de 24 minutes, une seconde dans la réalité correspondant à une minute dans le jeu. Les actions des personnages non-joueurs changent en fonction du moment de la journée et certains types d'ennemis n'apparaissent que la nuit.

### Objets et ressources
Link peut se procurer des objets dans son environnement, y compris des armes, de la nourriture et diverses ressources. De nombreux objets peuvent être utilisés de manières versatiles. Par exemple, les armes et armures en bois peuvent servir à allumer un feu et les boucliers peuvent aussi être utilisés comme snowboard. Link peut également trouver de la nourriture, à manger directement ou à cuisiner de manière à révéler les pouvoirs de certains ingrédients. Il peut donc non seulement restaurer sa santé, mais aussi acquérir des aptitudes supplémentaires, comme obtenir davantage de points de vie, d'endurance, ou encore une protection améliorée contre les dégâts de la foudre, du feu ou du froid.
Link peut obtenir différentes tenues. Certaines lui confèrent des capacités telles qu'une protection accrue aux attaques, une meilleure résistance à la chaleur ou au froid, ou encore une vitesse de nage plus élevée. Ces tenues peuvent être achetées dans différentes boutiques à travers le royaume. Les rubis, monnaie habituelle de la série, servent à faire du commerce avec les habitants d'Hyrule. Link peut en obtenir en vendant des objets aux marchands, en terminant une quête ou en jouant à des mini-jeux. Plusieurs coffres dissimulés à travers le royaume et dans les sanctuaires contiennent également des tenues, des rubis ou encore des armes,.

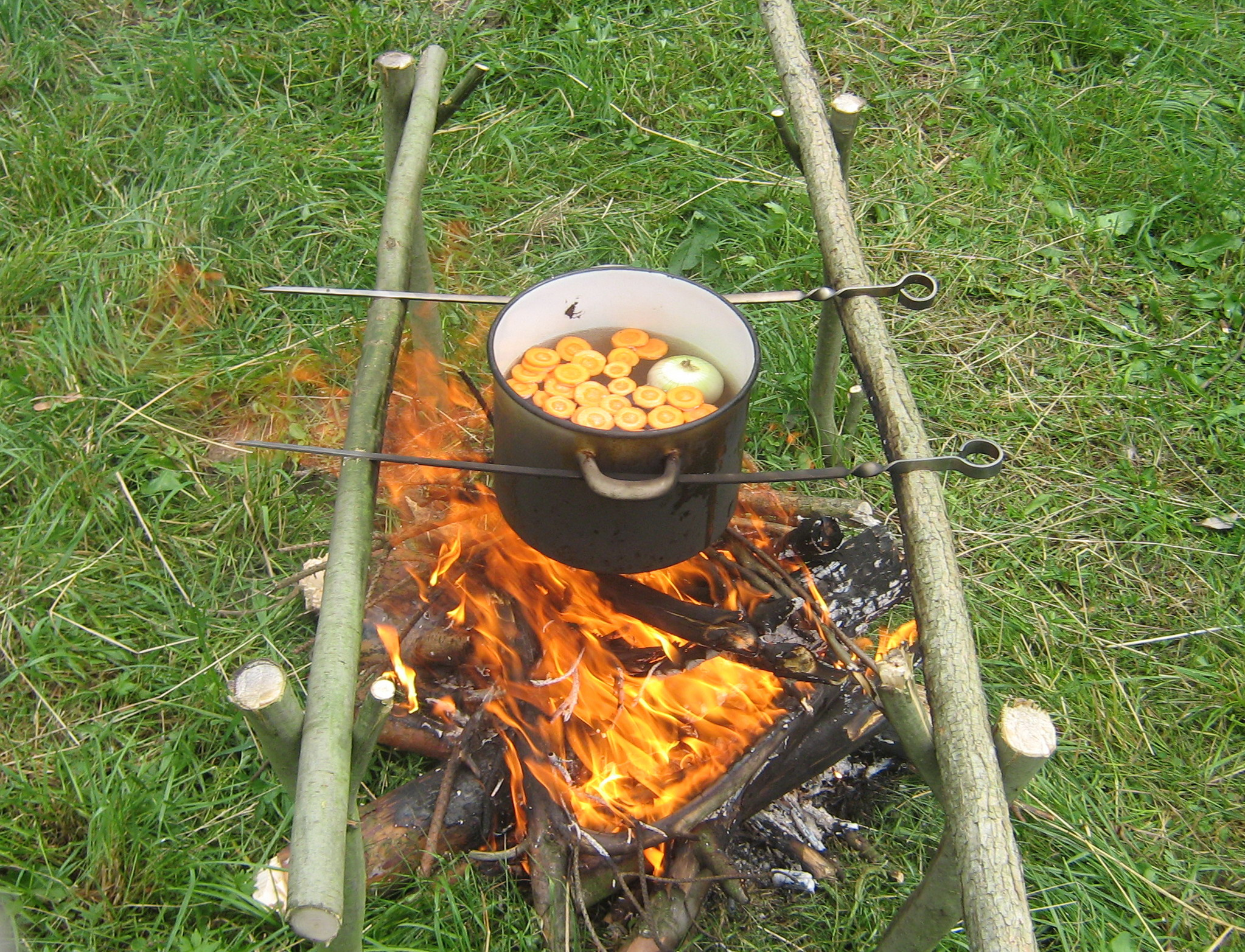
La nourriture a une place importante dans Breath of the Wild, car elle permet à Link de regagner de la santé et d'acquérir d'autres capacités.

Le joueur peut utiliser des figurines amiibo compatibles pour faire apparaître des objets, des ressources et des tenues ainsi que des éléments des précédents jeux Zelda, tels que la jument Epona et Link sous sa forme de loup, issu de Twilight Princess.

### Combats et pouvoirs de Link
Link possède la tablette Sheikah qui lui sert de carte du monde, avec une fonction de zoom et de ciblage, ainsi que des modules tels que les bombes rondes, déjà présentes dans les précédents opus, les bombes carrées, ne glissant pas sur les rebords, le module Polaris, un aimant capable d'interagir avec les objets métalliques pour les éloigner ou les rapprocher de Link, ce qui permet par exemple de récupérer des coffres enfouis. Le module Cryonis, qui crée des blocs de glace sur l'eau, permet de soulever des objets à la surface et de traverser une étendue d'eau. Le module Cinetis, fige temporairement des objets dans le temps pour arrêter par exemple une plateforme mobile ou un rocher dévalant une pente. Un objet figé peut emmagasiner de l'énergie cinétique donnés par des coups (d'épées, de flèches, de massues...) pour être ensuite propulsé dans les airs,.
Pendant un combat, Link peut verrouiller sa cible pour faire une attaque plus précise. Certaines combinaisons de touches — nécessitant un timing précis — permettent de parer les attaques ennemies et de riposter en profitant d'un effet de ralenti. Il est également possible de vaincre les plus faibles ennemis sans arme, par exemple en faisant tomber un rocher d'une falaise dans le camp ennemi ou en lançant une bombe. Contrairement aux précédents jeux de la série, les armes et les boucliers s'usent et se cassent à force d'utilisation. Link peut ramasser des armes un peu partout, par terre ou sur des ennemis vaincus, ce qui lui permet de renouveler son stock. Certains coffres situés dans des camps ennemis se déverrouillent une fois qu'ils ont tous été vaincus. Chaque sorte d'ennemi possède plusieurs échelons de difficulté, reconnaissables grâce à leur couleur typique. Ils évoluent au fil de la progression de Link dans le jeu : plus une créature possède un grade élevé, plus elle a de points de vie et de force de frappe. Leur équipement est cependant de meilleure qualité, ce qui permet à Link d'acquérir des armes plus puissantes. De temps en temps, une lune de sang apparaît et redonne vie à tous les ennemis tués par le joueur. Le joueur peut sauvegarder à tout moment sa partie, et restaurer des versions précédentes, ce qui peut être utile en cas d'échecs.

### Activités principales et secondaires
Le joueur a pour quêtes principale d'aller combattre Ganon, ce qui peut se faire à n'importe quel moment du jeu une fois sorti du Plateau du Prélude. Pour être suffisamment préparé, le joueur peut remplir des quêtes annexes et des défis, afin d'améliorer les capacités de Link et d'amasser des ressources.
Les quatre créatures divines constituent les principales quêtes secondaires du jeu, ainsi que de la trame narrative. Comme pour le reste du jeu, leur libération reste néanmoins facultative et peut se faire dans n'importe quel ordre. Le joueur doit aller à la rencontre des Gerudos, des Zoras, des Gorons et des Piafs pour démarrer chacune de ces quêtes. Les quatre créatures divines débloquent chacune un pouvoir spécial que le joueur peut utiliser une à trois fois avant une période de latence où celui-ci se recharge. La Rage de Revali permet à Link de se propulser dans les airs, le Bouclier de Daruk forme un bouclier autour du héros, le protégeant de toute attaque, la Prière de Mipha restaure la santé lorsqu'il perd toute sa vie et la Colère d'Urbosa déclenche des éclairs autour de lui.
Hyrule est parsemé de 120 sanctuaires, sorte de mini-donjons contenant des épreuves, allant d'énigmes sur diverses thématiques à des combats contre des nano-gardiens robotiques, reprenant — les sanctuaires — l'ensemble des mécanismes du jeu. Certains sanctuaires utilisent également le gyroscope de la console. Lorsque Link termine un sanctuaire, il reçoit un artefact appelé « Emblème du triomphe ». Il peut ensuite en échanger quatre auprès d'une statue de déesse contre un cœur de vie supplémentaire ou une augmentation de la capacité de sa jauge d'endurance. Chaque sanctuaire découvert ajoute un point de téléportation sur la carte, permettant au joueur de se déplacer rapidement d'un endroit à l'autre du royaume.
La carte de Breath of the Wild est initialement vierge, et c'est au joueur de la remplir en visitant l'ensemble des lieux d'Hyrule. Le joueur doit activer des tours pour faire apparaître les différentes zones de la carte et visiter chaque emplacement pour que leur nom s'inscrivent dessus.
Certaines tâches s'avèrent plus longues et fastidieuses. Un laboratoire permet par exemple d'améliorer les modules de Link et lui propose également de compléter une encyclopédie contenant l'ensemble des éléments du jeu à l'aide de l'appareil photo. Un total de 999 noix Korogus sont également dissimulées partout dans Hyrule. Elles peuvent être collectées puis échangées afin d'augmenter la taille de l'inventaire de Link. Enfin, la recherche des souvenirs du héros, éparpillés aux quatre coins du royaume, permet au joueur de découvrir progressivement la trame du jeu.

### Speedrun
Avec sa structure non linéaire, Breath of the Wild peut être terminé rapidement, Ganon étant accessible une fois le prologue terminé. Ainsi, dès le mois de sa sortie, certains joueurs finissent le jeu en moins de 50 minutes. Depuis, de nombreuses techniques et glitchs ont été découverts pour améliorer les performances des speedruns des joueurs et permettre de sauter certaines portions du jeu, abaissant le temps requis pour finir Breath of the Wild à moins de 30 minutes. Le record du monde est détenu par « Player 5 » avec un temps de 23 minutes et 42 secondes réalisé en mai 2023,. En 2024, le même joueur bat de nouveau le record avec cette fois un temps de 23 minutes et 23 secondes. Le 17 février 2025, il atteint le temps de 23 minutes et 1 seconde, démontrant ainsi qu'un temps en dessous de 23 minutes est possible.

## Audio

### Bande-son
La bande-son est composée par Manaka Kataoka, Yasuaki Iwata et Hajime Wakai. Kataoka a précédemment travaillé sur Spirit Tracks et Wakai sur The Wind Waker. La musique du jeu est principalement composée au piano, une première dans la série, et d'instruments folkloriques japonais. À l'inverse des autres opus, les thèmes se font beaucoup plus discrets. Les sons ambiants, tels que le souffle du vent, le bourdonnement des insectes, le chant des oiseaux et les pas de Link, sont mis en valeur, afin de renforcer l'authenticité des environnements. Le thème change cependant à l'approche d'ennemis pour devenir plus rythmé, ce qui permet au joueur d'être averti d'un danger imminent, et ne redevient normal qu'une fois la menace écartée. De même, des musiques atypiques permettent d'indiquer au joueur lorsqu'il est à proximité d'un point d'intérêt comme un relais ou un village, ou encore d'Asarim, un Piaf jouant de l'accordéon, que le joueur retrouve dans plusieurs quêtes. La bande-son tient également compte du défilement du temps présent dans le jeu pour appuyer le changement d'atmosphère. Ainsi, le tempo se fait plus lent à l'approche de la nuit. Un quart des morceaux sont des réutilisations de ceux des anciens jeux The Legend of Zelda, bien que certains ont été modifiés et possèdent une atmosphère différente,.
Un coffret contenant l'ensemble des musiques du jeu est commercialisé en mai 2018. Ce dernier contient 5 CD et 211 morceaux au total. La bande-son est également disponible dans son intégralité sur la plateforme de streaming Nintendo Music à partir d'octobre 2024.

### Doublage
Les développeurs ont volontairement laissé Link muet afin qu'il reste neutre et que chaque joueur puisse s'identifier à lui. Cependant, certains des autres personnages sont doublés afin de laisser une plus forte impression au joueur qu'avec du simple texte. Il est prévu au début du développement de doubler uniquement les cinématiques majeures, mais Aonuma et son équipe décident finalement d'inclure un jeu de voix dans toutes les scènes : « Jusqu'à présent, on ne doublait pas les autres personnages parce que Link ne parle jamais et que ça nous semblait bizarre que tout le monde s'exprime vocalement sauf lui. Mais vu que Breath of the Wild contient un grand nombre de cut-scenes, on a décidé de faire appel à des comédiens de doublage pour toutes les séquences ».
Le jeu est doublé dans huit langues différentes,. À la sortie du jeu, il n'est toutefois pas possible de choisir une langue différente pour les voix et le texte, ceci étant imposé par les paramètres de langue de la console. Cette option est modifiée lors d'une mise à jour déployée en avril 2017, avec l'implémentation du choix de la langue,. Coïncidant avec la sortie du jeu en Corée du Sud et à Taïwan, Nintendo ajoute le coréen et le chinois (traditionnel et simplifié) lors d'une mise à jour, début 2018,.
Liste des comédiens de doublage :
- Link (VO : Kengo Takanashi)
- Zelda (VO : Yū Shimamura (en) ; VF : Adeline Chetail)
- Rhoam Bosphoramus Hyrule, roi d'Hyrule (VO : Hiroshi Naka ; VF : Gérard Dessalles)
- Impa (VO : Shôko Tsuda ; VF : Brigitte Aubry)
- Le vénérable Arbre Mojo (VO : Hideaki Nonaka ; VF : Sylvain Lemarié)
- Mipha, Prodige des Zoras (VO : Mayu Isshiki ; VF : Caroline Mozzone)
- Daruk, Prodige des Gorons (VO : Koji Takeda ; VF : Jérémie Covillault)
- Urbosa, Prodige des Gerudos (VO : Rei Shimoda ; VF : Laëtitia Lefebvre)
- Revali, Prodige des Piafs (VO : Noboru Yamaguchi ; VF : Hervé Grull)
- Sidon, prince des Zoras (VO : Kosuke Onishi ; VF : Bruno Méyère)
- Yunobo, jeune Goron (VO : Kumiko Watanabe ; VF : Donald Reignoux)
- Riju, chef du peuple Gerudo (VO : Arisa Sakuraba ; VF : Charlyne Pestel)
- Teba, guerrier Piaf (VO : Takuya Masumoto ; VF : Benoît Du Pac)

## Développement

### Débuts et inspiration

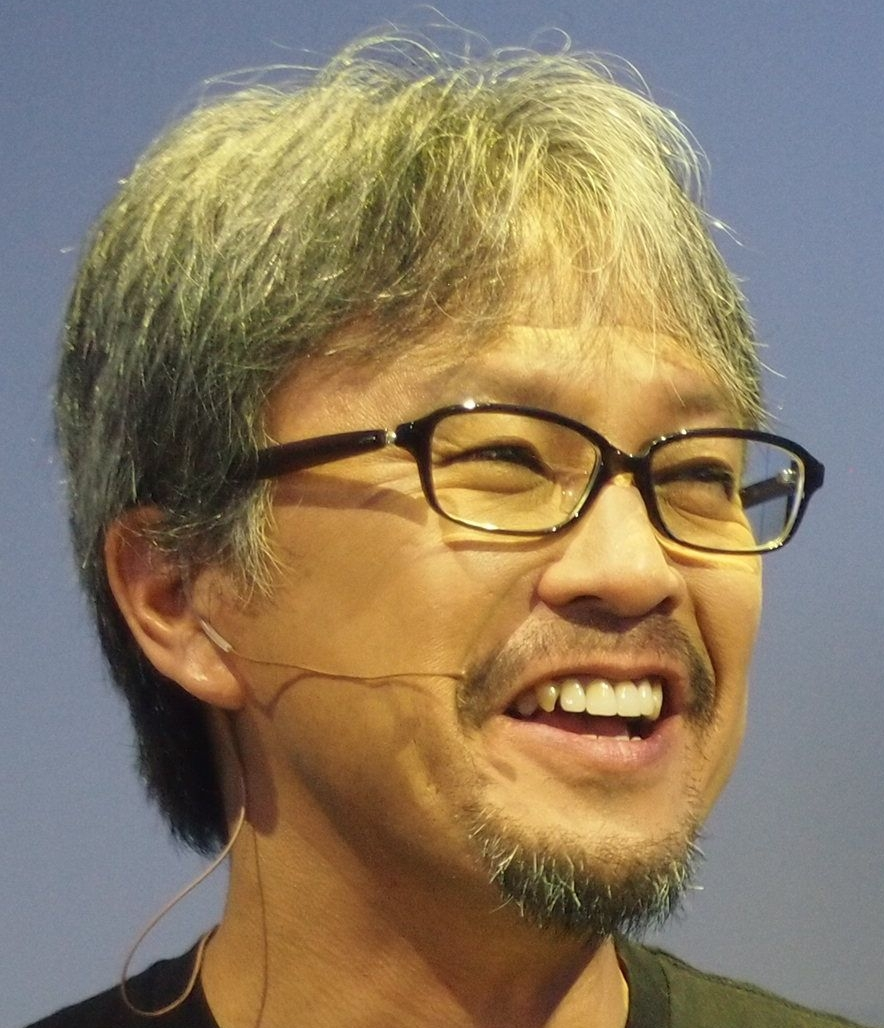
Eiji Aonuma, producteur de la série The Legend of Zelda, souhaite avec Breath of the Wild repenser les conventions de la série tout en conservant son esprit d'origine.

Le projet est lancé fin 2010, avec pour objectif de créer un nouvel épisode de la série Zelda pour la console Wii U. À la suite de la sortie en 2011 de Skyward Sword, Eiji Aonuma reçoit des commentaires de la part de joueurs souhaitant voir une carte plus interconnectée, afin d'explorer les lieux entre les zones de jeu.
La phase active du développement ne débute réellement qu'en janvier 2013, et s'effectue notamment en parallèle à celles d'A Link Between Worlds et de The Wind Waker HD. Ces réinterprétations des jeux A Link to the Past et The Wind Waker, le premier à l'époque supervisé par Shigeru Miyamoto et le second par Aonuma, ont des influences certaines sur la conception de Breath of the Wild. Selon les déclarations de ce dernier lors d'un Nintendo Direct diffusé le même mois, l'objectif premier est de « repenser les conventions » de la série, que sont la structure linéaire et le jeu solo,. Aonuma ajoute vouloir retourner à l'essence même de la série introduite lors du premier épisode, à savoir l'exploration d'un monde ouvert, qui s'est perdue lors du passage à la 3D avec la limitation technique des consoles. La puissance de la Wii U permet dorénavant à l'équipe de créer un monde totalement ouvert, sans temps de chargement entre différentes zones. Lors de l'Electronic Entertainment Expo 2014, Aonuma annonce son intention de repenser les donjons et les énigmes, deux des éléments majeurs de la série, et de redéfinir le jeu pour permettre aux joueurs d'atteindre la fin sans avoir progressé dans la trame scénaristique.
De nombreuses idées sont proposées afin de développer et remplir ce monde gigantesque, comme la présence d'ovnis qui viendraient voler le bétail, de rayons laser géants que le joueur devrait éviter ou encore la présence de motos. Cependant, beaucoup de ces propositions ne sont pas directement intégrées dans le jeu. De même, certains objets traditionnels de la série sont retirés après différents essais, comme l'utilisation d'un double grappin pour le déplacement de Link qui empêchait le bon fonctionnement du mécanisme d'escalade et de déplacement libre désiré.
Dans la mesure où Nintendo n'a jamais travaillé sur un jeu en monde ouvert en trois dimensions, les développeurs s'inspirent du fonctionnement du monde de The Elder Scrolls V: Skyrim. Pour le gameplay et les mécaniques de combats, Nintendo puise principalement son inspiration de la série de jeux Dark Souls.
Le style visuel du jeu est inspiré des séries d'animation japonaise. La période Jōmon sert également d'inspiration pour la tablette sheikah, les sanctuaires et les autres éléments de cette ancienne civilisation,.

### Conception
Un prototype de jeu en deux dimensions dans le même style que le premier épisode de la série est conçu afin de développer et tester les mécaniques de Breath of the Wild. Ce prototype est présenté au public lors de la Game Developers Conference de 2017 se déroulant à San Francisco. Hidemaro Fujibayashi, le réalisateur du jeu, précise : « J'ai pensé que le moyen le plus rapide de donner vie à une idée et de la présenter au reste de l'équipe était de la récréer dans un environnement 2D ».
La taille du monde ouvert est fondée sur celle de la ville de Kyoto. Cela permet d'appréhender les distances et le temps pour parcourir le monde à pied, ou la vitesse à laquelle un cheval parcourt cette distance. Le monde créé est alors environ douze fois plus grand que celui de Twilight Princess. Aonuma s'inspire également de la lithosphère de sa ville natale, Nagano, une région montagneuse.
Le passage des idées dans un monde en trois dimensions nécessite par la suite un travail supplémentaire pour prendre en compte l'animation et le positionnement dans l'espace des différents objets et éléments 3D du jeu. L'introduction du système de nourriture et de chasse permet de repenser la récupération des cœurs de vie vis-à-vis des dans les précédents épisodes où cela n'était possible — principalement — qu'en coupant de l'herbe ou cassant des objets de l'environnement.
Le jeu utilise une version modifiée du moteur de jeu Havok. Aonuma estime que la conception du moteur physique de Breath of the Wild constitue un développement majeur pour la série Zelda, affirmant qu'il fait fonctionner les choses d'une manière « logique et réaliste » et permet aux joueurs d'aborder les énigmes de différentes façons. Il évoque également la difficulté de développer ce système car certains phénomènes comme le vent peuvent modifier l'emplacement initial de certains objets dans une zone définie.
Les bruitages ont nécessité un travail considérable de la part de l'équipe sonore pour imiter les bruits de pas de Link sur les différents types de terrain, tels que la plaine, le désert, la neige, etc. Ainsi, du sable ou encore de la glace ont été apportés en studio. Il a également fallu penser aux bruits des équipements et des animaux. L'équipe s'est donc synchronisée avec les sabots d'un équidé pour les bruits des chevaux. Certains bruitages ont été néanmoins difficiles à reproduire : par exemple, pour un Bokoblin se curant le nez, il a fallu remuer un doigt dans un tissu mouillé. Au total, le jeu a nécessité 10 000 enregistrements différents,.
L'équipe décide de se concentrer sur le gameplay et la direction artistique a été étudiée dans ce but. Le système de combat est également revu. Outre les épées ou les arcs, le joueur peut utiliser l'environnement et des éléments du décor afin d'éliminer les ennemis, ce qui lui laisse une liberté d'action dans sa façon d'interagir avec le monde.
« En tant qu’équipe responsable de la conception graphique, nous voulions livrer des paysages splendides et réalistes, mais ce que nous tenions le plus à garder à l’esprit était de faire coïncider tous les éléments visuels avec les spécificités de gameplay afin de faciliter le confort de jeu pour l’utilisateur. »

### Bilan
Le développement du jeu mobilise finalement plus de 100 concepteurs et 300 personnes sont créditées, dont les membres du studio Monolith Soft, pour un travail s'étalant sur cinq années. Durant le processus, les level designers du studio Monolith Soft sont notamment mis à contribution pour des aménagements topographiques pour la structure du monde ouvert,. Le producteur Eiji Aonuma reconnaît cependant que le développement du jeu aurait pu prendre moins de temps avec une meilleure gestion du projet.
Breath of the Wild est le dernier jeu développé par Nintendo pour la Wii U et sort également sur Nintendo Switch. Malgré sa sortie sur deux plates-formes de jeu différentes, le contenu et le gameplay sont identiques entre les deux versions. Sur Nintendo Switch, le jeu propose des effets sonores plus réalistes (avec une meilleure qualité sonore globale du rendu de l’environnement) et permet un affichage en 900p contre 720p sur Wii U. À l'origine, le jeu était censé mettre en avant les fonctionnalités du Wii U GamePad, avec notamment la possibilité d'afficher la carte du monde. Ces fonctionnalités sont retirées afin que l'expérience proposée sur Wii U soit la même que sur Switch en matière de gameplay.
Le développement prend officiellement fin le 3 février 2017.

## Commercialisation

### Annonces et promotions

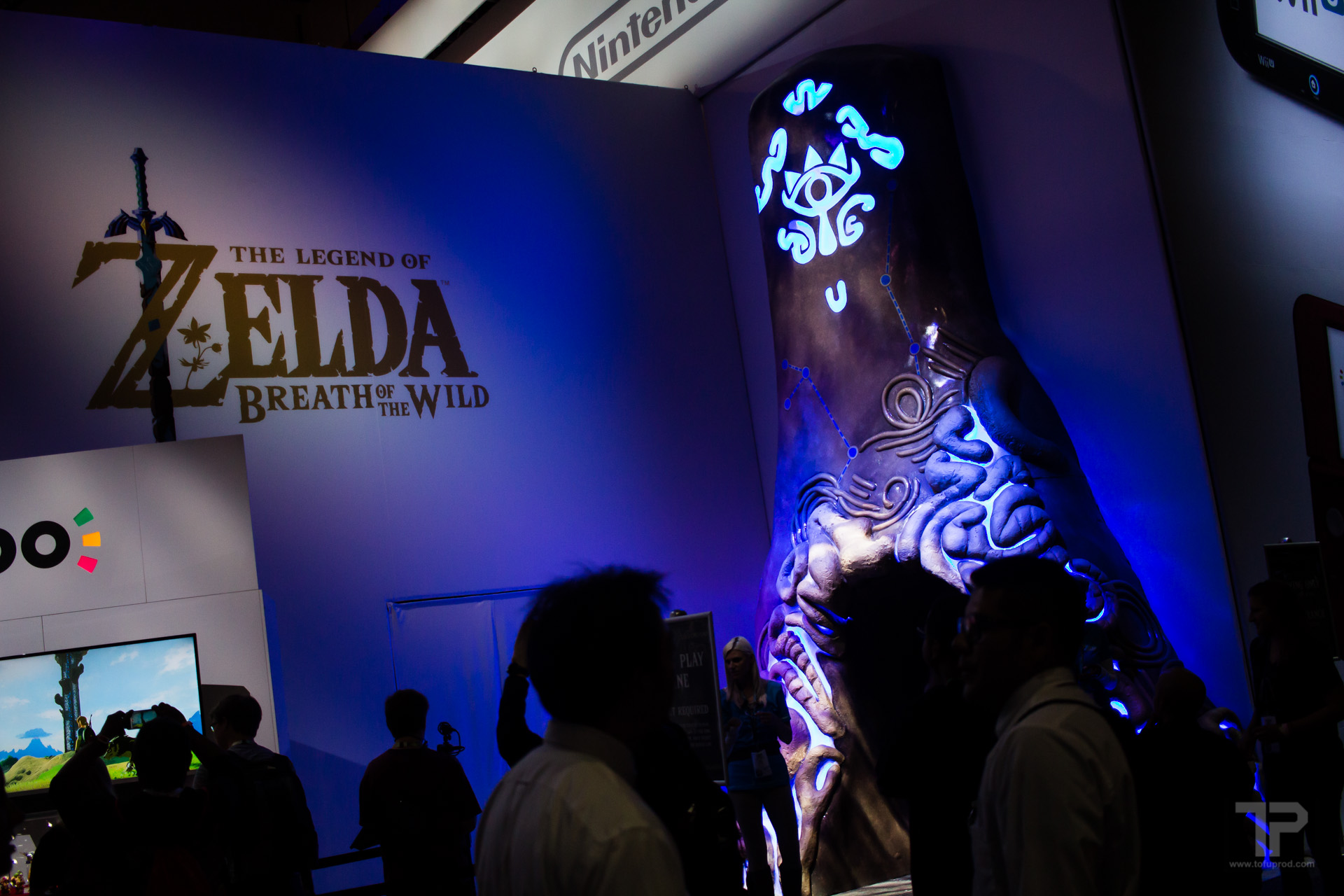
Présentation à l'E3 2016 où des personnes testent le jeu.

Lors de l'E3 2011, Nintendo dévoile une démo technique basée sur un combat entre Link et une araignée géante (Armaghoma, l'un des boss de l'opus Twilight Princess) dans le but de présenter les capacités de la Wii U et l'utilisation du GamePad,. Toutefois, le producteur Eiji Aonuma déclare que le jeu final pourrait être différent. Fin juin 2011, Shigeru Miyamoto annonce tout de même la création d'un épisode Wii U, et le développement aurait commencé fin 2010.
Le jeu est annoncé lors d'une interview de Eiji Aonuma pendant la 20e édition de l'E3 en 2014, pour une sortie initialement prévue en 2015. Le trailer, présentant une phase de gameplay, affiche un monde ouvert vaste que le joueur peut explorer en intégralité, et présente un combat entre un monstre robotique semblable à une araignée et un personnage, dont les traits s'apparentent à ceux de Link, mais dont l'identité n'est pas officiellement révélée.
Eiji Aonuma se fait remarquer lors de l'E3 2014, en émettant un doute sur le genre et l'identité de Link, avant d'affirmer qu'il s'agit bien d'un Link « mâle », et que sa précédente déclaration n'était qu'une plaisanterie. Il souhaite néanmoins que le joueur puisse s'identifier à ce dernier : « Le personnage est un héros qui représente le joueur dans le jeu, je laisse donc au joueur décider des caractéristiques du personnage, car il est censé le ou la représenter ». En mars 2015, Aonuma déclare que la sortie du jeu pour 2015 n'est plus une priorité afin de permettre à l'équipe de développement d'exploiter de nouvelles possibilités et de créer le « jeu Zelda ultime ». Ainsi, l'équipe décide de ne pas présenter le jeu lors de l'E3 2015.
En avril 2016, Nintendo annonce le report du jeu pour 2017 ainsi qu'une sortie sur Nintendo Switch, outre celle prévue sur la Wii U. Le 14 juin 2016, lors de l'E3 2016, Nintendo présente le jeu et officialise son nom : Breath of the Wild. Tout comme dans les épisodes sur Wii, Link est droitier dans cet opus, Aonuma expliquant ce choix par le fait que le joueur utilise sa main droite pour effectuer les actions de Link sur la manette. Après cette présentation, Nintendo propose régulièrement durant les mois qui suivent des images vidéos de gameplay,. Le jeu est également montré aux Game Awards 2016, où il remporte la récompense du jeu le plus attendu de 2017. Il est finalement consacré « Jeu de l'année » 2017 lors de cette même cérémonie.

### Lancement
Breath of the Wild sort le 3 mars 2017 dans le monde entier sur Wii U et Nintendo Switch, à l'occasion de la sortie de cette dernière. La version Switch est commercialisée en trois éditions : l'édition standard, l'édition Special et l'édition Master, ainsi que deux éditions en Europe : l'édition standard et l'édition Collector. Cinq nouveaux amiibo sont disponibles pour accompagner sa sortie,.

### Mises à jour
Plusieurs mises à jour sont proposées après la sortie du jeu, en plus du pass d'extension. Celles-ci comportent des ajustements mineurs, l'ajout de nouvelles langues, une réduction du temps de chargement et une meilleure stabilité du framerate. Depuis le 26 avril 2019, Breath of the Wild est compatible avec les lunettes VR Toy-Con du kit VR de Nintendo Labo. Cette mise à jour permet d'expérimenter l'intégralité du jeu en réalité virtuelle, avec une vue à la troisième personne.

## Contenu additionnel
Le 14 février 2017, Nintendo annonce sur son site qu'un pass d'extension contenant plusieurs packs est en préparation pour le jeu. Celui-ci peut être acheté dès la sortie de Breath of the Wild mais est déployé en plusieurs parties. C'est la première fois que du contenu additionnel est proposée dans la série. Dès la parution du jeu, le joueur peut obtenir trois coffres contenant des bonus mineurs, tels qu'une tenue avec le logo de la Nintendo Switch et quelques objets.
Le premier pack, intitulé Les Épreuves légendaires (Master Trials), sort le 30 juin 2017. Il ajoute des modes, des défis et des fonctions supplémentaires,. Dans L'Épreuve de l'épée, Link doit se battre contre des ennemis à travers 45 pièces, en ne recevant aucun équipement. Si le joueur réussit le défi, son Épée de légende devient plus puissante. Un mode expert est ajouté, où les ennemis sont plus dangereux, remarquent plus facilement l'arrivée de Link et régénèrent lentement leur santé pendant un combat. Le mode empreinte (Hero's Path) retrace le parcours de Link à travers Hyrule sur la carte, durant les 200 dernières heures de jeu. Il permet au joueur de trouver rapidement les lieux qu'il n'a pas encore visités. Le joueur peut aussi utiliser un point de téléportation temporaire, n'importe où sur la carte. Enfin, de nouvelles tenues sont disponibles, éparpillées dans des coffres à travers Hyrule, comme un masque qui aide le joueur à trouver les noix Korogus ou des costumes liés aux anciens opus tels que le masque de Majora's Mask.
Le second pack, intitulé L'Ode aux Prodiges (Champions' Ballad), sort le 8 décembre 2017. Il inclut un nouveau donjon, de nouveaux sanctuaires et quêtes pour améliorer le pouvoir des Prodiges, dans le cadre d'un nouveau scénario. En terminant le DLC, Link peut conduire le Destrier de légende, qui s'apparente à une moto ayant un design similaire aux machines présentes dans le jeu. De plus, elle rajoute des armures et chapeaux présents dans d'anciens jeux.
À la sortie de la Nintendo Switch 2, une version exclusive à la console est disponible et améliore les graphismes et temps de chargements du jeu. Elle ajoute aussi l'application « Zelda Notes », disponible à partir de l'application Nintendo Switch App, offrant de nombreux services tel qu'un assistant de navigation aidant à compléter le jeu ou encore des souvenirs vocaux de Zelda donnant des informations de l'histoire du jeu.

## Accueil

### Présentation et démo
La présentation et la démo jouable à partir du 14 juin sur le salon de l'E3 2016 surprennent la presse spécialisée. Pour un journaliste de Gamekult, il s'agit d'une tentative de s'aligner sur les standards de l'open world « à l'occidentale » tout en gardant un « esprit japonais » dans la direction artistique (character design, musique, rendu visuel), qu'il juge d'ailleurs « soignée » mais un peu trop ambitieuse pour la Wii U : l'environnement est parfois vide, et quelques ralentissements et passages montrant du crénelage (aliasing) surviennent par moments. Il y retrouve des influences de Shadow of the Colossus. D'après les essais du site Digital Foundry, la version présentée à l'E3 2016 tourne à trente images par seconde en moyenne, avec quelques baisses aux alentours de vingt images par seconde lors des combats, et possède une résolution de 720p.

### Réception par la presse spécialisée

#### Critiques générales
Dès sa sortie, Breath of the Wild est accueilli très positivement par la critique, avec une note moyenne de 97 % sur Metacritic pour la version Nintendo Switch et 96 % pour la version Wii U. Encensé malgré quelques faiblesses techniques et des visuels en deçà de ceux des jeux des consoles concurrentes, il est notamment félicité pour sa direction artistique, la démesure de son monde ouvert et de son contenu, la qualité des musiques et l'ingéniosité des énigmes.
De nombreux critiques de premier plan lui décernent la note maximale, comme IGN, Kotaku, Polygon ou encore le magazine japonais Famitsu. Le site Jeuxvideo.com lui attribue également la note maximale de 20/20, avant de le classer 7e meilleur jeu de tous les temps en septembre 2017. Le Journal du Geek note le tournant radical que prend la série. Selon ce dernier, « Nintendo a enfin réussi à se débarrasser du spectre d’Ocarina of Time ».
Gameblog considère l'épisode comme « sans doute l'un des meilleurs de la saga » et « le plus ambitieux de tous les temps ». La liberté « absolue » qu'offre le jeu le place au-dessus de ses prédécesseurs pour IGN. Une série d'éléments du jeu rendant possiblement hommage à l'ancien président de Nintendo Satoru Iwata, décédé au cours du développement, a également suscité des éloges. 

#### Critiques dugameplay
Contrairement à des jeux de type Metroidvania, on ne vous dira jamais « non, tu ne peux pas passer » ou « il te faut cet objet pour pénétrer ces lieux ».
Le gameplay est l'une des plus grandes forces du jeu pour William Audureau, journaliste au Monde. Les interactions entre toutes les composantes du jeu sont louées, ainsi que « la logique si limpide d'imbrication de tous les éléments, comme la cuisine, la météo ou l'équipement ». Jeuxvideo.com salue les combats, qu'il juge moins nombreux mais aussi plus tactiques que ceux des anciens Zelda. Il compare les sanctuaires à un « format de donjons inédits, beaucoup plus courts et beaucoup plus nombreux qu’à l’accoutumée ».
Valérie Précigout critique cependant la difficulté du jeu, un aspect du monde ouvert qui n'est pas tout à fait maîtrisé pour elle : « En début de partie, notre personnage se voit confronté, quel que soit le parcours choisi, à des périls exagérés par rapport aux ressources dont il dispose. [...] on n’a guère le droit à l’erreur avec seulement trois cœurs de vie. [...] À l’inverse, plus on surmonte d’épreuves, plus notre avatar gagne en puissance [...], devenant presque trop bien préparé pour que les derniers donjons se révèlent en mesure de constituer un défi digne de ce nom ».

#### Critiques des visuels
Le journal Le Monde loue la direction visuelle entreprise par le jeu, vantant « des paysages majestueux », « un style Ghibli coloré et lumineux, relevé par des teintes aquarelles envoûtantes », qu'il considère comme étant l'un des rares jeux capables de créer une réelle atmosphère.
Certaines faiblesses techniques sont néanmoins soulevées par la presse, et plus particulièrement sur la version Wii U, comme le manque de finesse des textures et des modélisations, ainsi que des baisses du framerate dans des zones denses en végétation.

#### Critiques du scénario
Le Monde trouve le jeu émouvant et note une certaine mélancolie. Pour ce dernier, l'histoire est aussi « celle d'un héros trop jeune dans un monde trop vieux, d’un chevalier servant à qui chacun rappelle son échec ».
Le jeu est également salué pour la subtilité de son personnage féminin, l'opus parachevant une lente transformation de la princesse Zelda du statut de « demoiselle en détresse » à celui de personnage à part entière, s'éloignant des clichés parfois jugés sexistes des débuts de la licence.

#### Critiques de la partie audio
La bande-son est plutôt bien accueillie. Valérie Précigout salue le travail des deux compositeurs dans son ouvrage : « le duo livre avec Breath of the Wild l’expérience musicale la plus dépaysante que l’on ait pu entendre depuis le début de la saga ». Pour cette dernière, le choix des instruments utilisés fait également partie des choses qui démarquent ce Zelda de ses prédécesseurs. Pour Nintendo Life, « c'est une conception sonore impressionnante, conçue pour se fondre avec vos actions dans le monde plutôt que de les définir ». Gameblog regrette quant à lui que « les mélodies ne soient pas plus nombreuses et mémorables ».
Breath of the Wild étant également le premier épisode de la série à proposer des dialogues parlés et doublés (en jeu comme durant les cinématiques), les performances de doublage ont également fait l'objet de vives critiques notamment dans la version américaine,.

#### Critiques du pass d'extension
Le pass d'extension est plutôt bien accueilli. Plusieurs médias saluent le mode empreinte du premier DLC mais estiment qu'il aurait dû être présent dès la sortie du jeu,. Si le mode expert ajoute du challenge, il est nécessaire de recommencer le jeu depuis le début pour en profiter, et Jeuxvideo.com regrette ainsi qu'il ne soit pas possible d'y passer depuis une partie normale déjà entamée. Le deuxième DLC ajoute une dizaine d'heures de temps de jeu. S'il ajoute des cinématiques sur l'histoire des prodiges, il manque d'approfondissement dans le scénario, toujours selon Jeuxvideo.com.

### Ventes
En 2016, Nintendo espère écouler au moins deux millions d'exemplaires au niveau mondial pour pouvoir rentabiliser le développement.
Au Japon, les versions Switch et Wii U se sont vendues à 230 000 exemplaires au cours de la première semaine de publication. Sur ce même premier mois de commercialisation, Nintendo annonce avoir écoulé 3,84 millions d'exemplaires dans le monde : 2,76 millions de copies sur Switch, soit plus que la console elle-même, et 1,08 million sur Wii U. En France, il est le troisième jeu le plus vendu de l'année 2017, avec 511 000 exemplaires écoulés.
En mars 2018, Breath of the Wild devient le jeu le plus vendu de la série avec 9,98 millions d'exemplaires écoulés, dont 8,48 millions sur Nintendo Switch et 1,5 million sur Wii U, devançant Twilight Princess,. Au 30 septembre 2019, le jeu s'est écoulé à 16,15 millions d'exemplaires, dont 14,54 millions sur Switch et 1,69 million sur Wii U. À la fin de juin 2020, la barre des 20 millions de copies vendus (dont 18,6 millions sur Switch) est atteinte. Au 31 décembre 2022, le jeu dépasse les 30 millions de copies écoulées (dont 29 millions sur Switch). En février 2025 le jeu atteindra 32,62 millions de copies .

### Récompenses et distinction
The Legend of Zelda: Breath of the Wild obtient de nombreuses distinctions décernées par la presse spécialisée ainsi que lors de cérémonies récompensant les jeux vidéo.
| Liste des prix et nominations de The Legend of Zelda: Breath of the Wild | Liste des prix et nominations de The Legend of Zelda: Breath of the Wild | Liste des prix et nominations de The Legend of Zelda: Breath of the Wild | Liste des prix et nominations de The Legend of Zelda: Breath of the Wild | Liste des prix et nominations de The Legend of Zelda: Breath of the Wild |
| Prix                                                                     | Date                                                                     | Catégorie                                                                | Résultat                                                                 | Réf.                                                                     |
| ------------------------------------------------------------------------ | ------------------------------------------------------------------------ | ------------------------------------------------------------------------ | ------------------------------------------------------------------------ | ------------------------------------------------------------------------ |
| Game Critics Awards                                                      | 5 juillet 2016                                                           | Meilleur jeu d'action-aventure                                           | Lauréat                                                                  | [ 134 ]                                                                  |
| Game Critics Awards                                                      | 5 juillet 2016                                                           | Meilleur jeu sur console                                                 | Lauréat                                                                  | [ 134 ]                                                                  |
| Game Critics Awards                                                      | 5 juillet 2016                                                           | Meilleur jeu de la cérémonie                                             | Lauréat                                                                  | [ 134 ]                                                                  |
| The Game Awards 2016                                                     | 1er décembre 2016                                                        | Jeu le plus attendu                                                      | Lauréat                                                                  | [ 135 ]                                                                  |
| 2017 Teen Choice Awards                                                  | 13 août 2017                                                             | Prix du jeu vidéo                                                        | Nomination                                                               | [ 136 ]                                                                  |
| Japan Game Awards                                                        | 21 septembre 2017                                                        | The Grand Award                                                          | Lauréat                                                                  | [ P 7 ]                                                                  |
| BBC Radio 1's Teen Awards                                                | 22 octobre 2017                                                          | Meilleur jeu                                                             | Nomination                                                               | [ P 8 ]                                                                  |
| Ping Awards                                                              | 8 novembre 2017                                                          | Meilleur jeu international                                               | Lauréat                                                                  | [ 137 ]                                                                  |
| Golden Joystick Awards                                                   | 17 novembre 2017                                                         | Meilleure conception visuelle                                            | Nomination                                                               | ,                                                                        |
| Golden Joystick Awards                                                   | 17 novembre 2017                                                         | Meilleur son                                                             | Lauréat                                                                  | ,                                                                        |
| Golden Joystick Awards                                                   | 17 novembre 2017                                                         | Prix des critiques                                                       | Lauréat                                                                  | ,                                                                        |
| Golden Joystick Awards                                                   | 17 novembre 2017                                                         | Jeu Nintendo de l'année                                                  | Lauréat                                                                  | ,                                                                        |
| Golden Joystick Awards                                                   | 17 novembre 2017                                                         | Jeu ultime de l'année                                                    | Lauréat                                                                  | ,                                                                        |
| The Game Awards 2017                                                     | 7 décembre 2017                                                          | Jeu de l'année                                                           | Lauréat                                                                  | [ 140 ]                                                                  |
| The Game Awards 2017                                                     | 7 décembre 2017                                                          | Meilleure réalisation                                                    | Lauréat                                                                  | [ 140 ]                                                                  |
| The Game Awards 2017                                                     | 7 décembre 2017                                                          | Meilleure direction artistique                                           | Nomination                                                               | [ 140 ]                                                                  |
| The Game Awards 2017                                                     | 7 décembre 2017                                                          | Meilleure musique/bande-son                                              | Nomination                                                               | [ 140 ]                                                                  |
| The Game Awards 2017                                                     | 7 décembre 2017                                                          | Meilleure conception audio                                               | Nomination                                                               | [ 140 ]                                                                  |
| The Game Awards 2017                                                     | 7 décembre 2017                                                          | Meilleur jeu d'action-aventure                                           | Lauréat                                                                  | [ 140 ]                                                                  |
| Titanium Awards                                                          | 11 décembre 2017                                                         | Jeu de l'année                                                           | Lauréat                                                                  | ,                                                                        |
| Titanium Awards                                                          | 11 décembre 2017                                                         | Meilleure conception artistique                                          | Nomination                                                               | ,                                                                        |
| Titanium Awards                                                          | 11 décembre 2017                                                         | Meilleure conception de la narration                                     | Nomination                                                               | ,                                                                        |
| Titanium Awards                                                          | 11 décembre 2017                                                         | Meilleure game design                                                    | Nomination                                                               | ,                                                                        |
| Titanium Awards                                                          | 11 décembre 2017                                                         | Meilleur jeu d'aventure ou de rôle                                       | Lauréat                                                                  | ,                                                                        |
| Titanium Awards                                                          | 11 décembre 2017                                                         | Meilleure bande-son                                                      | Nomination                                                               | ,                                                                        |
| New York Game Awards                                                     | 24 janvier 2018                                                          | Prix Big Apple du meilleur jeu de l'année                                | Lauréat                                                                  | [ 141 ]                                                                  |
| New York Game Awards                                                     | 24 janvier 2018                                                          | Prix Tin Pan Alley de la meilleure musique dans un jeu                   | Nomination                                                               | [ 141 ]                                                                  |
| New York Game Awards                                                     | 24 janvier 2018                                                          | Prix Statue of Liberty du meilleur monde                                 | Lauréat                                                                  | [ 141 ]                                                                  |
| 21st Annual D.I.C.E. Awards                                              | 22 février 2018                                                          | Jeu de l'année                                                           | Lauréat                                                                  | [ 142 ]                                                                  |
| 21st Annual D.I.C.E. Awards                                              | 22 février 2018                                                          | Performance exceptionnelle dans la direction artistique                  | Nomination                                                               | [ 142 ]                                                                  |
| 21st Annual D.I.C.E. Awards                                              | 22 février 2018                                                          | Performance technique exceptionnelle                                     | Nomination                                                               | [ 142 ]                                                                  |
| 21st Annual D.I.C.E. Awards                                              | 22 février 2018                                                          | Jeu d'aventure de l'année                                                | Lauréat                                                                  | [ 142 ]                                                                  |
| 21st Annual D.I.C.E. Awards                                              | 22 février 2018                                                          | Performance exceptionnelle dans le game design                           | Lauréat                                                                  | [ 142 ]                                                                  |
| 21st Annual D.I.C.E. Awards                                              | 22 février 2018                                                          | Performance exceptionnelle dans la réalisation du jeu                    | Lauréat                                                                  | [ 142 ]                                                                  |
| NAVGTR Awards                                                            | 13 mars 2018                                                             | Direction artistique, création                                           | Lauréat                                                                  | ,                                                                        |
| NAVGTR Awards                                                            | 13 mars 2018                                                             | Conception des contrôles pour un jeu en 3D                               | Nomination                                                               | ,                                                                        |
| NAVGTR Awards                                                            | 13 mars 2018                                                             | Game design pour une franchise existante                                 | Nomination                                                               | ,                                                                        |
| NAVGTR Awards                                                            | 13 mars 2018                                                             | Jeu de l'année                                                           | Nomination                                                               | ,                                                                        |
| NAVGTR Awards                                                            | 13 mars 2018                                                             | Meilleur jeu pour une franchise familiale                                | Nomination                                                               | ,                                                                        |
| NAVGTR Awards                                                            | 13 mars 2018                                                             | Bande-son originale de musique légère                                    | Lauréat                                                                  | ,                                                                        |
| Italian Video Game Awards                                                | 14 mars 2018                                                             | Choix du public                                                          | Nomination                                                               | [ P 13 ]                                                                 |
| Italian Video Game Awards                                                | 14 mars 2018                                                             | Jeu de l'année                                                           | Lauréat                                                                  | [ P 13 ]                                                                 |
| Italian Video Game Awards                                                | 14 mars 2018                                                             | Meilleure direction artistique                                           | Nomination                                                               | [ P 13 ]                                                                 |
| Italian Video Game Awards                                                | 14 mars 2018                                                             | Meilleur game design                                                     | Nomination                                                               | [ P 13 ]                                                                 |
| Italian Video Game Awards                                                | 14 mars 2018                                                             | Meilleur audio                                                           | Nomination                                                               | [ P 13 ]                                                                 |
| Italian Video Game Awards                                                | 14 mars 2018                                                             | Prix de l'innovation                                                     | Nomination                                                               | [ P 13 ]                                                                 |
| SXSW Gaming Awards                                                       | 17 mars 2017                                                             | Excellence de la bande-son                                               | Nomination                                                               | ,                                                                        |
| SXSW Gaming Awards                                                       | 17 mars 2017                                                             | Excellence en animation                                                  | Nomination                                                               | ,                                                                        |
| SXSW Gaming Awards                                                       | 17 mars 2017                                                             | Excellence en art                                                        | Nomination                                                               | ,                                                                        |
| SXSW Gaming Awards                                                       | 17 mars 2017                                                             | Excellence du gameplay                                                   | Lauréat                                                                  | ,                                                                        |
| SXSW Gaming Awards                                                       | 17 mars 2017                                                             | Excellence dans la conception                                            | Lauréat                                                                  | ,                                                                        |
| SXSW Gaming Awards                                                       | 17 mars 2017                                                             | Jeu vidéo de l'année                                                     | Lauréat                                                                  | ,                                                                        |
| Game Developers Choice Awards                                            | 21 mars 2018                                                             | Meilleur audio                                                           | Lauréat                                                                  | ,                                                                        |
| Game Developers Choice Awards                                            | 21 mars 2018                                                             | Meilleure conception                                                     | Lauréat                                                                  | ,                                                                        |
| Game Developers Choice Awards                                            | 21 mars 2018                                                             | Prix de l'innovation                                                     | Nomination                                                               | ,                                                                        |
| Game Developers Choice Awards                                            | 21 mars 2018                                                             | Meilleure technologie                                                    | Nomination                                                               | ,                                                                        |
| Game Developers Choice Awards                                            | 21 mars 2018                                                             | Meilleur art visuel                                                      | Nomination                                                               | ,                                                                        |
| Game Developers Choice Awards                                            | 21 mars 2018                                                             | Jeu de l'année                                                           | Lauréat                                                                  | ,                                                                        |
| 14th British Academy Games Awards                                        | 12 avril 2018                                                            | Performance artistique                                                   | Nomination                                                               | ,                                                                        |
| 14th British Academy Games Awards                                        | 12 avril 2018                                                            | Meilleur jeu                                                             | Nomination                                                               | ,                                                                        |
| 14th British Academy Games Awards                                        | 12 avril 2018                                                            | Meilleur conception                                                      | Nomination                                                               | ,                                                                        |
| 14th British Academy Games Awards                                        | 12 avril 2018                                                            | Innovation de jeu                                                        | Lauréat                                                                  | ,                                                                        |
| 14th British Academy Games Awards                                        | 12 avril 2018                                                            | Musique                                                                  | Nomination                                                               | ,                                                                        |
| 2018 Teen Choice Awards                                                  | 12 août 2018                                                             | Prix du jeu vidéo                                                        | Nomination                                                               | ,                                                                        |
| CEDEC Awards                                                             | 23 août 2018                                                             | Ingénierie                                                               | Lauréat                                                                  | [ 150 ]                                                                  |

Dans un classement dressé en décembre 2023, la rédaction de Game Informer considère Breath of the Wild comme le meilleur jeu sorti sur Nintendo Switch.

## Postérité

### Généralités
Le jeu, par son système ouvert, a permis à de nombreux joueurs d'exploiter l'environnement pour créer des actions initialement non prévues par l'équipe de développement, sans être des glitchs pour autant. Ces actions ont été mises en avant sur Internet et ont notamment été utilisées pour raccourcir le temps des speedruns, tel que décris dans la section Gameplay ci-dessus.
À la sortie du jeu, de nombreux journalistes et représentants de l'industrie vidéo-ludique ont expliqué en quoi ce jeu impacterait les futurs titres en monde ouvert,. Le producteur de la série Eiji Aonuma a lui-même déclaré dans une interview : « Il est vrai que Breath of the Wild a imposé de nouvelles normes dans la licence ».

### Exploitation du jeu
Quelques semaines après sa sortie, Breath of the Wild a popularisé l'émulateur Wii U nommé Cemu, car ses développeurs l'ont rapidement mis à jour afin de faire fonctionner le jeu à une cadence constante et en 4K.
Dans Super Smash Bros. Ultimate, plusieurs éléments de Breath of the Wild sont présents, dont un nouveau niveau sur la tour du Prélude et la présence de Link en tant que combattant jouable avec le même design.

### Suite et jeu dérivé
Une suite à Breath of the Wild est annoncée en clôture du Nintendo Direct qui s'est tenu à l'occasion de l'E3 2019. Nintendo y dévoile les premières images présentant Link et Zelda, à dos de buffle, qui visitent une zone inconnue sous le château d'Hyrule et inspectent un tourbillon de particules vertes. Le 13 septembre 2022, Nintendo dévoile le nom du jeu, The Legend of Zelda: Tears of the Kingdom. Le jeu est sorti le 12 mai 2023 sur Nintendo Switch.
Par ailleurs, le 8 septembre 2020, Nintendo dévoile une vidéo présentant le jeu Hyrule Warriors : L'Ère du Fléau, développé par Nintendo et Koei Tecmo et sorti en novembre 2020 sur Nintendo Switch. Ce dernier raconte une autre histoire sur les événements se déroulant 100 ans avant les événements de Breath of the Wild.